# Trafalgar-Gletscher
Der Trafalgar-Gletscher ist ein 48 km langer Gletscher im ostantarktischen Viktorialand. In den Victory Mountains mündet er unterhalb des Bypass Hill in den Tucker-Gletscher.
Teilnehmer einer von 1957 bis 1958 durchgeführten Kampagne der New Zealand Geological Survey Antarctic Expedition benannten ihn in Verbindung zur Benennung der Victory Mountains nach der für die Royal Navy siegreichen Schlacht von Trafalgar im Jahr 1805.